# استفی تانگ
استفی تانگ (انگلیسی: Stephy Tang؛ زادهٔ ۱۵ اکتبر ۱۹۸۳) خواننده و هنرپیشه اهل چین است.
از فیلم‌ها یا برنامه‌های تلویزیونی که وی در آن نقش داشته‌است می‌توان به د مثل دوستی د مثل دروغ اشاره کرد.